# Oostflakkee
Oostflakkee (anhörenⓘ) war eine Gemeinde in der niederländischen Provinz Zuid-Holland mit 10.334 Einwohnern (Stand: 31. Dezember 2012). Sie gehört seit dem 1. Januar 2013 zur Gemeinde Goeree-Overflakkee.

## Lage und Wirtschaft
Die (ehemalige) Gemeinde auf der Insel Goeree-Overflakkee war die südlichste Gemeinde der Provinz Zuid-Holland. Ihre Böden bestehen aus fruchtbarem Klei.
Overflakkee wird von der N59 durchquert, die das Gebiet am Knotenpunkt Hellegatsplein über die Haringvlietbrücke in der Autobahn A29 gen Süden mit  Dinteloord (Gemeinde Steenbergen) und gen Norden mit Rotterdam verbindet.
Nördlich von Oude Tonge, an der N59, befindet sich der 60 ha große Gewerbepark (Bedrijvenpark Oostflakkee).
Die meisten Einwohner leben jetzt noch vom (in Bedeutung nachlassenden) Ackerbau oder sind Pendler, die in Rotterdam und Umgebung arbeiten.

## Orte
Zwischen den Klammern wird die Einwohnerzahl dieser Dörfer am 1. Januar 2009 (nach Angaben auf der Webseite der ehemaligen Gemeinde) aufgeführt.
- Achthuizen, in der Mitte der ehemaligen Gemeinde (1204 Einwohner einschließlich des südlich davon gelegenen Weilers Langstraat)
- Den Bommel, im Norden am Haringvliet (1670 Einwohner)
- Ooltgensplaat, im Osten der ehemaligen Gemeinde, am Volkerak, dem östlichen Teil des Grevelingen (2509 Einwohner)
- Oude Tonge, Sitz der damaligen Gemeindeverwaltung, im Westen der Gemeinde, mit Hafen am Volkerak (4718 Einwohner)
- und schließlich der Weiler Zuidzijde, der zwischen Oude Tonge und Den Bommel liegt.

## Geschichte
Im Jahr 1284 kaufte Albrecht van Voorne die hier entstandene „Herrlichkeit“ Grijsoord vom Floris V., Graf von Holland. Das Gebiet war damals eine nur von Hirten und Fischern benutzte Wattlandschaft. Nach dem Kauf siedelten sich Menschen an, die sich mit dem sogenannten darin(c)kdelven beschäftigten; dieser Begriff bezeichnet die Gewinnung von Meersalz aus der unter dem Klei und Schlick liegenden salzhaltigen Moorschicht, indem diese verbrannt wird. Die Asche wird gekocht, worauf das Salz nach dem Abkühlen einfach gesammelt werden kann.
Das Wattengebiet wurde im 15. Jahrhundert eingedeicht und in Polder umgewandelt (Oude Tonge; 1438, Den Bommel und Ooltgensplaat: 1481–1526). Der fruchtbare Boden erwies sich als sehr ertragreich. Später entstand an einer Kreuzung mehrerer Deiche das Dorf Achthuizen (es soll dort ein Haus mit acht Wohnungen gestanden haben).
Als 1568 der Achtzigjährige Krieg ausgebrochen war, wurde bei Ooltgensplaat ein Fort gebaut, das bis etwa 1811 in Gebrauch blieb. Das Dorf Oude Tonge wurde 1647 in einer Feuersbrunst nahezu völlig zerstört. In diesem selben Jahr entstand das neu Kirchengebäude der Reformierten Kirche im Dorf Den Bommel, dessen Einwohner bis dahin die Kirche in Ooltgensplaat besucht hatten.
Achthuizen wurde von Saisonarbeitern aus Noord-Brabant besiedelt, was erklärt, dass dieses Dorf als einziges der Gemeinde überwiegend katholisch ist. Von 1865 bis 1944 gab es hier auch ein Kloster. Im 18. Jahrhundert gab es vorübergehend eine blühende Fischerei von Stören und Lachsen. Am 1. Februar 1953 wurde das Gebiet von der Sturmflutkatastrophe schwer getroffen. Der Bau der Deltawerke befreite Oostflakkee dann von der Abgeschiedenheit; später entstand an den Küsten einiger Wassersporttourismus.

## Bemerkenswert für Touristen

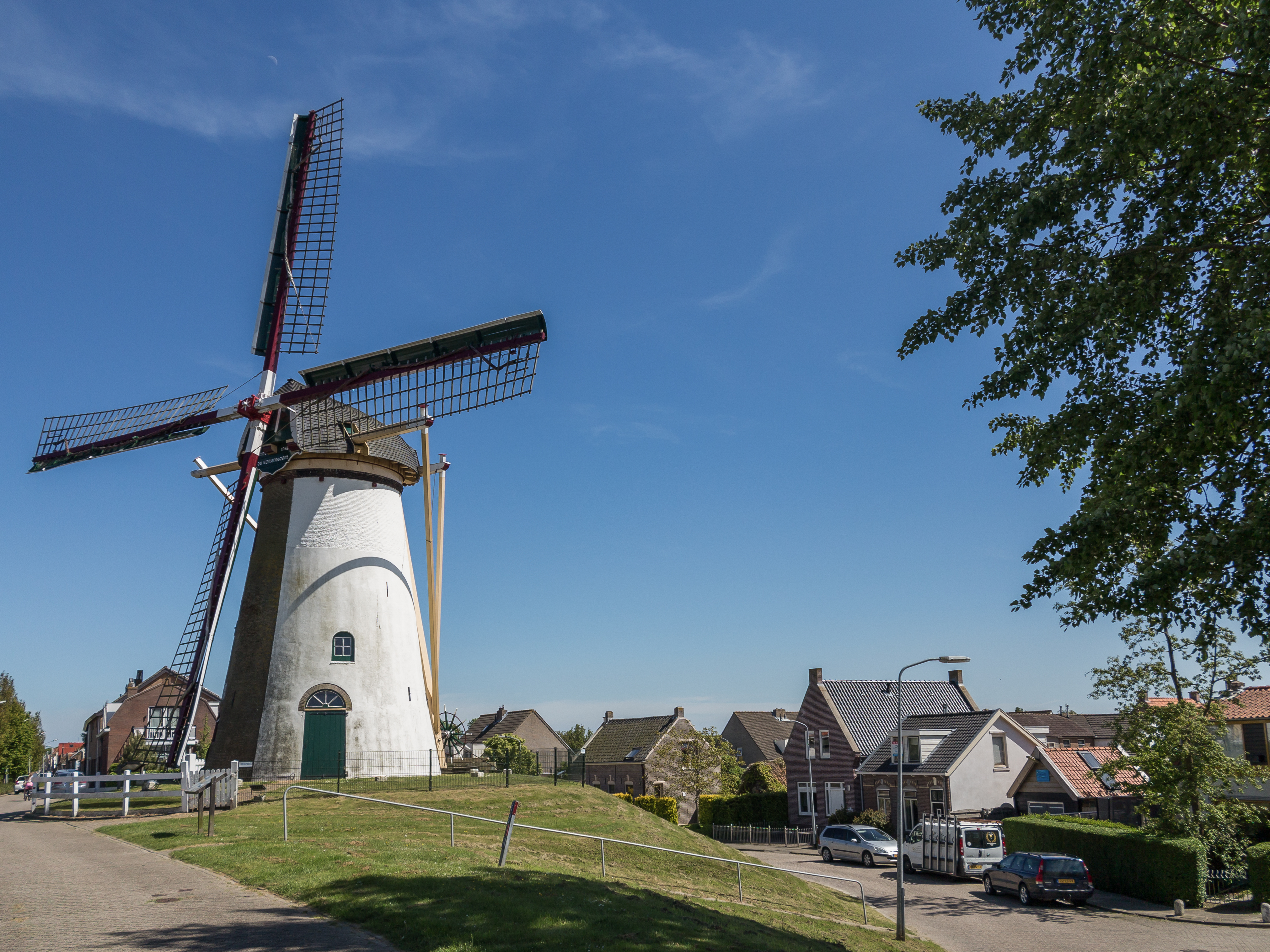
Oude Tonge, Mühle: de Korenbloem

- Die Küsten mit den Naturgebieten und Jachthäfen (Den Bommel, Ooltgensplaat, Oude Tonge)
- Die Brücken und Dämme der Deltawerke
- Die Dorfkirche von Den Bommel
- Das ehemalige Rathaus in Ooltgensplaat (17. Jahrhundert)
- einige alte Windmühlen.

## Politik

### Sitzverteilung im Gemeinderat
| Partei                  | Sitze | Sitze | Sitze | Sitze |
| Partei                  | 1998  | 2002  | 2006  | 2010  |
| ----------------------- | ----- | ----- | ----- | ----- |
| Vrije Lijst Oostflakkee | 3     | 3     | 2     | 3     |
| PvdA                    | 4     | 4     | 5     | 3     |
| ChristenUnie            | —     | 2     | 3     | 2     |
| Lijst F. Kroeze         | —     | —     | —     | 2     |
| VVD                     | 2     | 2     | 2     | 2     |
| SGP                     | 2     | 2     | 2     | 2     |
| CDA                     | 2     | 2     | 1     | 1     |
| RPF                     | 2     | —     | —     | —     |
| Gesamt                  | 15    | 15    | 15    | 15    |

### Partnerschaften
- Krasnystaw, Polen, seit 1993

## Töchter und Söhne des Ortes
- Piet van Kempen (1898–1985), Radsportler, geboren in Ooltgenssplaat
- Jan Pieterse (* 1942), Radrennfahrer, geboren in Oude Tonge